# Algarve-Cup 2007
Der Algarve-Cup 2007 war die 14. Austragung des jährlich stattfindenden Turniers für Frauenfußball-Nationalmannschaften und fand zwischen dem 7. und 14. März 2007 an der portugiesischen Algarve statt. Die Mannschaft der USA gewann das Turnier vor Dänemark und Schweden.

## Teilnehmende Mannschaften
An dem Einladungsturnier nahmen 2007 zwölf Mannschaften teil. Erstteilnehmer sind kursiv gekennzeichnet.
| - Dänemark - Deutschland (Titelverteidiger) - Finnland - Frankreich - Irland - Island | - Italien - Norwegen - Portugal (Gastgeber) - Schweden - USA - China |

## Turnierverlauf
Die zwölf teilnehmenden Mannschaften wurden in drei Gruppen aufgeteilt und trafen in einem Rundenturnier aufeinander. Dabei wurden die acht stärksten Mannschaften den Gruppen A und B zugeteilt, die vier schwächsten Mannschaften traten in Gruppe C gegeneinander an. In der anschließenden Finalrunde spielten die Gruppensieger der Gruppen A und B im Finale um den Turniersieg, die Zweiten und Dritten dieser Gruppen um die Plätze drei und fünf. Der beste Vierte der Gruppen A und B trat gegen den Sieger der Gruppe C im Spiel um Platz sieben an, die schlechteste Mannschaft der Gruppen A und B gegen den Zweitplatzierten der Gruppe C im Spiel um Platz neun, während die dritt- und viertplatzierten Mannschaften der Gruppe C in einem Spiel um den elften Platz aufeinander trafen.

### Gruppenphase
Gruppe A
| Pl. | Land        | Sp. | S | U | N | Tore    | Diff. | Punkte |
| --- | ----------- | --- | - | - | - | ------- | ----- | ------ |
| 1.  | Dänemark    | 3   | 2 | 0 | 1 | 005:300 | +2    | 06     |
| 2.  | Frankreich  | 3   | 2 | 0 | 1 | 002:400 | −2    | 06     |
| 3.  | Norwegen    | 3   | 1 | 0 | 2 | 002:300 | −1    | 03     |
| 4.  | Deutschland | 3   | 1 | 0 | 2 | 004:300 | +1    | 03     |

|                                             |   |             |     |
| 7. März 2007 in Silves                      |   |             |     |
| Frankreich                                  | – | Dänemark    | 0:4 |
| 7. März 2007 in Faro/Loulé                  |   |             |     |
| Deutschland                                 | – | Norwegen    | 1:2 |
| 9. März 2007 in Faro/Loulé                  |   |             |     |
| Frankreich                                  | – | Deutschland | 1:0 |
| 9. März 2007 in Ferreiras                   |   |             |     |
| Norwegen                                    | – | Dänemark    | 0:1 |
| 12. März 2007 in Lagos                      |   |             |     |
| Frankreich                                  | – | Norwegen    | 1:0 |
| 12. März 2007 in Vila Real de Santo António |   |             |     |
| Deutschland                                 | – | Dänemark    | 3:0 |

Gruppe B
| Pl. | Land     | Sp. | S | U | N | Tore    | Diff. | Punkte |
| --- | -------- | --- | - | - | - | ------- | ----- | ------ |
| 1.  | USA      | 3   | 3 | 0 | 0 | 006:300 | +3    | 09     |
| 2.  | Schweden | 3   | 2 | 0 | 1 | 006:300 | +3    | 06     |
| 3.  | Finnland | 3   | 1 | 0 | 2 | 002:400 | −2    | 03     |
| 4.  | China    | 3   | 0 | 0 | 3 | 001:500 | −4    | 0      |

|                                             |   |          |     |
| 7. März 2007 in Faro/Loulé                  |   |          |     |
| Schweden                                    | – | Finnland | 3:0 |
| 7. März 2007 in Silves                      |   |          |     |
| USA                                         | – | China    | 2:1 |
| 9. März 2007 in Faro/Loulé                  |   |          |     |
| Schweden                                    | – | China    | 1:0 |
| 9. März 2007 in Ferreiras                   |   |          |     |
| USA                                         | – | Finnland | 1:0 |
| 12. März 2007 in Vila Real de Santo António |   |          |     |
| Schweden                                    | – | USA      | 2:3 |
| 12. März 2007 in Portimão                   |   |          |     |
| China                                       | – | Finnland | 0:2 |

Gruppe C
| Pl. | Land     | Sp. | S | U | N | Tore    | Diff. | Punkte |
| --- | -------- | --- | - | - | - | ------- | ----- | ------ |
| 1.  | Italien  | 3   | 3 | 0 | 0 | 007:200 | +5    | 09     |
| 2.  | Island   | 3   | 1 | 1 | 1 | 007:400 | +3    | 04     |
| 3.  | Irland   | 3   | 0 | 2 | 1 | 003:600 | −3    | 02     |
| 4.  | Portugal | 3   | 0 | 1 | 2 | 002:700 | −5    | 01     |

|                         |   |         |     |
| 7. März 2007 in Lagos   |   |         |     |
| Portugal                | – | Irland  | 1:1 |
| Italien                 | – | Island  | 2:1 |
| 9. März 2007 in Lagos   |   |         |     |
| Portugal                | – | Italien | 0:1 |
| Island                  | – | Irland  | 1:1 |
| 12. März 2007 in Lagos  |   |         |     |
| Portugal                | – | Island  | 1:5 |
| 12. März 2007 in Silves |   |         |     |
| Italien                 | – | Irland  | 4:1 |

### Finalrunde
Spiel um Platz 11
|                            |   |          |                |
| 14. März 2007 in Ferreiras |   |          |                |
| Irland                     | – | Portugal | 0:0, 5:4 i. E. |

Spiel um Platz 9
|                             |   |       |     |
| 14. März 2007 in Montechoro |   |       |     |
| Island                      | – | China | 4:1 |

Spiel um Platz 7
|                        |   |             |     |
| 14. März 2007 in Olhão |   |             |     |
| Italien                | – | Deutschland | 1:0 |

Spiel um Platz 5
|                        |   |          |     |
| 14. März 2007 in Lagoa |   |          |     |
| Norwegen               | – | Finnland | 2:0 |

Spiel um Platz 3
|                        |   |            |     |
| 14. März 2007 in Lagoa |   |            |     |
| Schweden               | – | Frankreich | 3:1 |

### Finale
| USA                                                             | USA | Dänemark | Dänemark |
| --------------------------------------------------------------- | --- | --- | -------- |
| USA                                                             | \| 14. März 2007 in Vila Real de Santo António (Estádio Municipal) \| \| Ergebnis: 2:0 (1:0) \| \| Zuschauer: 1.000 \| \| Schiedsrichterin: Pannipar Kamnueng ( Thailand) \| \| Spielbericht \|                                                                           | \| 14. März 2007 in Vila Real de Santo António (Estádio Municipal) \| \| Ergebnis: 2:0 (1:0) \| \| Zuschauer: 1.000 \| \| Schiedsrichterin: Pannipar Kamnueng ( Thailand) \| \| Spielbericht \|                                                                                                | Dänemark |
| USA                                                             | Hope Solo • Heather Mitts, Cat Whitehill, Christie Rampone, Stephanie Lopez • Leslie Osborne (46. Shannon Boxx), Lori Chalupny (85. Angela Hucles), Carli Lloyd (83. Aly Wagner) • Natasha Kai (46. Lindsay Tarpley), Abby Wambach, Kristine Lilly Cheftrainer: Greg Ryan | Heidi Johansen • Mia Olsen, Gitte Andersen , Bettina Falk (81. Mette Jensen), Christina Ørntoft • Anne Dot Eggers Nielsen, Ditte Larsen (61. Merete Pedersen), Janne Madsen • Julie Rydahl Bukh, Maiken With Pape, Johanna Rasmussen (71. Stine Kjær Dimun) Cheftrainer: Kenneth Heiner-Møller | Dänemark |
| USA                                                             | 1:0 Kristine Lilly (12.) 2:0 Carli Lloyd (51.) | | Dänemark |
| USA                                                             | Natasha Kai | Mia Olsen | Dänemark |
| 14. März 2007 in Vila Real de Santo António (Estádio Municipal) | | |          |
| Ergebnis: 2:0 (1:0)                                             | | |          |
| Zuschauer: 1.000                                                | | |          |
| Schiedsrichterin: Pannipar Kamnueng ( Thailand)                 | | |          |
| Spielbericht                                                    | | |          |